# Olympische Sommerspiele 1964/Ringen
Bei den XVIII. Olympischen Sommerspielen 1964 in Tokio fanden 16 Wettbewerbe im Ringen statt, je acht im Freistil und im griechisch-römischen Stil. Austragungsort war die Komazawa-Sporthalle im Olympiapark Komazawa (Bezirk Setagaya).

## Bilanz

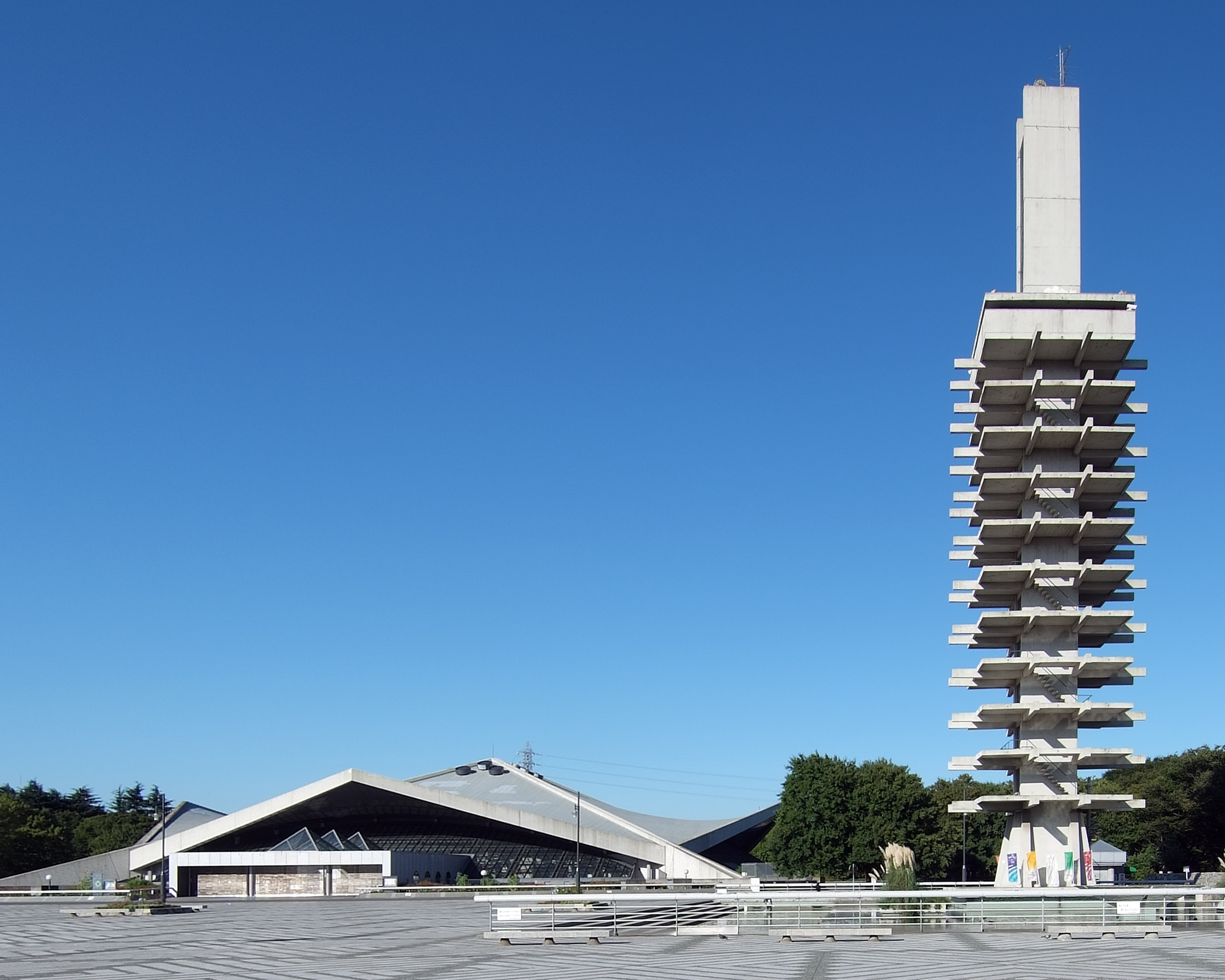
Komazawa-Sporthalle

### Medaillenspiegel
| Platz | Land               | Gold | Silber | Bronze | Gesamt |
| ----- | ------------------ | ---- | ------ | ------ | ------ |
| 1     | Japan              | 5    | –      | 1      | 6      |
| 2     | Sowjetunion        | 3    | 4      | 3      | 10     |
| 3     | Bulgarien          | 3    | 4      | 1      | 6      |
| 4     | Türkei             | 2    | 3      | 1      | 6      |
| 5     | Ungarn             | 2    | –      | –      | 2      |
| 6     | Jugoslawien        | 1    | –      | 1      | 2      |
| 7     | Deutschland        | –    | 1      | 3      | 4      |
| 8     | Rumänien           | –    | 1      | 2      | 3      |
| 9     | Schweden           | –    | 1      | 1      | 2      |
| 10    | Südkorea           | –    | 1      | –      | 1      |
| 10    | Tschechoslowakei   | –    | 1      | –      | 1      |
| 12    | Iran               | –    | –      | 2      | 2      |
| 13    | Vereinigte Staaten | –    | –      | 1      | 1      |

### Medaillengewinner
| Konkurrenz        | Gold               | Silber           | Bronze                  |
| ----------------- | ------------------ | ---------------- | ----------------------- |
| Fliegengewicht    | Yoshikatsu Yoshida | Chang Chang-sun  | Ali Akbar Heidari       |
| Bantamgewicht     | Yōjirō Uetake      | Hüseyin Akbaş    | Aydın İbrahimov         |
| Federgewicht      | Osamu Watanabe     | Stantscho Kolew  | Nodar Chochaschwili     |
| Leichtgewicht     | Enjo Waltschew     | Klaus Rost       | Iwao Horiuchi           |
| Weltergewicht     | İsmail Ogan        | Guliko Sagaradse | Mohammad-Ali Sanatkaran |
| Mittelgewicht     | Prodan Gardschew   | Hasan Güngör     | Daniel Brand            |
| Halbschwergewicht | Alexander Medwed   | Ahmet Ayık       | Said Mustafow           |
| Schwergewicht     | Alexander Iwanizki | Ljutwi Achmedow  | Hamit Kaplan            |

| Konkurrenz        | Gold                | Silber              | Bronze               |
| ----------------- | ------------------- | ------------------- | -------------------- |
| Fliegengewicht    | Tsutomu Hanahara    | Angel Keresow       | Dumitru Pârvulescu   |
| Bantamgewicht     | Masamitsu Ichiguchi | Wladlen Trostjanski | Ion Cernea           |
| Federgewicht      | Imre Polyák         | Roman Rurua         | Branislav Martinović |
| Leichtgewicht     | Kâzım Ayvaz         | Valeriu Bularca     | Dawit Gwanzeladse    |
| Weltergewicht     | Anatoli Kolessow    | Kiril Petkow        | Bertil Nyström       |
| Mittelgewicht     | Branislav Simić     | Jiří Kormaník       | Lothar Metz          |
| Halbschwergewicht | Bojan Radew         | Per Svensson        | Heinz Kiehl          |
| Schwergewicht     | István Kozma        | Anatoli Roschtschin | Wilfried Dietrich    |

## Ergebnisse Freistil

### Fliegengewicht (bis 52 kg)
| Platz | Land | Sportler           |
| ----- | ---- | ------------------ |
| 1     | JPN  | Yoshikatsu Yoshida |
| 2     | KOR  | Chang Chang-sun    |
| 3     | IRN  | Ali Akbar Heidari  |
| 4     | FRA  | André Zoete        |
| 4     | URS  | Ali Alijew         |
| 4     | TUR  | Cemal Yanılmaz     |
| 7     | USA  | Gray Simons        |
| 8     | PAK  | Muhammad Niaz-Din  |
|       |      |                    |
| 14    | EUA  | Paul Neff          |

Datum: 11. bis 14. Oktober 1964

22 Teilnehmer aus 22 Ländern

### Bantamgewicht (bis 57 kg)
| Platz | Land | Sportler           |
| ----- | ---- | ------------------ |
| 1     | JPN  | Yōjirō Uetake      |
| 2     | TUR  | Hüseyin Akbaş      |
| 3     | URS  | Aydın İbrahimov    |
| 4     | USA  | David Auble        |
| 5     | KOR  | Choi Young-kil     |
| 6     | IND  | Bishambar Singh    |
| 7     | HUN  | János Varga        |
| 8     | PAK  | Muhammad Siraj-Din |
|       |      |                    |
| 16    | EUA  | Karl Dodrimont     |

Datum: 11. bis 14. Oktober 1964

20 Teilnehmer aus 20 Ländern

### Federgewicht (bis 63 kg)
| Platz | Land | Sportler            |
| ----- | ---- | ------------------- |
| 1     | JPN  | Osamu Watanabe      |
| 2     | BUL  | Stantscho Kolew     |
| 3     | URS  | Nodar Chochaschwili |
| 4     | USA  | Bobby Douglas       |
| 5     | AFG  | Mohammad Ebrahimi   |
| 6     | IRN  | Ibrahim Seifpour    |
| 7     | EUA  | Reiner Schilling    |
| 8     | MEX  | Mario Tovar         |

Datum: 11. bis 14. Oktober 1964

21 Teilnehmer aus 21 Ländern

### Leichtgewicht (bis 70 kg)
| Platz | Land | Sportler            |
| ----- | ---- | ------------------- |
| 1     | BUL  | Enjo Waltschew      |
| 2     | EUA  | Klaus Rost          |
| 3     | JPN  | Iwao Horiuchi       |
| 4     | TUR  | Mahmut Atalay       |
| 5     | IRN  | Abdollah Movahed    |
| 6     | URS  | Sarbeg Beriaschwili |
| 6     | KOR  | Chung Dong-goo      |
| 6     | USA  | Gregory Ruth        |

Datum: 11. bis 14. Oktober 1964

22 Teilnehmer aus 22 Ländern

### Weltergewicht (bis 78 kg)
| Platz | Land | Sportler                 |
| ----- | ---- | ------------------------ |
| 1     | TUR  | İsmail Ogan              |
| 2     | URS  | Guliko Sagaradse         |
| 3     | IRN  | Mohammad-Ali Sanatkaran  |
| 4     | BUL  | Petko Dermendschijew     |
| 5     | JPN  | Yasuo Watanabe           |
| 6     | CAN  | Phil Oberlander          |
| 7     | ITA  | Gaetano De Vescovi       |
| 7     | MGL  | Dschigdschidiin Mönchbat |
|       |      |                          |
| 11    | EUA  | Martin Heinze            |

Datum: 11. bis 14. Oktober 1964

22 Teilnehmer aus 22 Ländern

### Mittelgewicht (bis 87 kg)
| Platz | Land | Sportler           |
| ----- | ---- | ------------------ |
| 1     | BUL  | Prodan Gardschew   |
| 2     | TUR  | Hasan Güngör       |
| 3     | USA  | Daniel Brand       |
| 4     | IRN  | Mansour Mehdizadeh |
| 5     | HUN  | Géza Hollósi       |
| 5     | JPN  | Tatsuo Sasaki      |
| 7     | EUA  | Günther Bauch      |
| 7     | PAK  | Muhammad Faiz      |
| 9     | SUI  | Rudolf Kobelt      |

Datum: 11. bis 14. Oktober 1964

16 Teilnehmer aus 16 Ländern

### Halbschwergewicht (bis 97 kg)
| Platz | Land | Sportler          |
| ----- | ---- | ----------------- |
| 1     | URS  | Alexander Medwed  |
| 2     | TUR  | Ahmet Ayık        |
| 3     | BUL  | Said Mustafow     |
| 4     | IRN  | Gholamreza Takhti |
| 5     | SUI  | Peter Jutzeler    |
| 6     | USA  | Jerry Conine      |
| 7     | EUA  | Heinz Kiehl       |
| 8     | HUN  | Imre Vígh         |

Datum: 11. bis 14. Oktober 1964

16 Teilnehmer aus 16 Ländern

### Schwergewicht (über 97 kg)
| Platz | Land | Sportler                 |
| ----- | ---- | ------------------------ |
| 1     | URS  | Alexander Iwanizki       |
| 2     | BUL  | Ljutwi Dschiber Achmedow |
| 3     | TUR  | Hamit Kaplan             |
| 4     | TCH  | Bohumil Kubát            |
| 5     | GBR  | Denis McNamara           |
| 6     | ROM  | Ștefan Stîngu            |
| 7     | EUA  | Wilfried Dietrich        |
| 7     | JPN  | Masanori Saito           |

Datum: 11. bis 14. Oktober 1964

13 Teilnehmer aus 13 Ländern

## Ergebnisse griechisch-römischer Stil

### Fliegengewicht (bis 52 kg)
| Platz | Land | Sportler           |
| ----- | ---- | ------------------ |
| 1     | JPN  | Tsutomu Hanahara   |
| 2     | BUL  | Angel Keresow      |
| 3     | ROM  | Dumitru Pârvulescu |
| 4     | ITA  | Ignazio Fabra      |
| 4     | EUA  | Rolf Lacour        |
| 4     | BEL  | Maurice Mewis      |
| 4     | USA  | Dick Wilson        |
| 8     | TUR  | Burhan Bozkurt     |

Datum: 16. bis 19. Oktober 1964

18 Teilnehmer aus 18 Ländern

### Bantamgewicht (bis 57 kg)
| Platz | Land | Sportler            |
| ----- | ---- | ------------------- |
| 1     | JPN  | Masamitsu Ichiguchi |
| 2     | URS  | Wladlen Trostjanski |
| 3     | ROM  | Ion Cernea          |
| 4     | TCH  | Jiří Švec           |
| 5     | VAR  | Kamel Ali El-Sayed  |
| 5     | BUL  | Zwjatko Paschkulew  |
| 5     | EUA  | Fritz Stange        |
| 8     | TUR  | Ünver Beşergil      |

Datum: 16. bis 19. Oktober 1964

18 Teilnehmer aus 18 Ländern

### Federgewicht (bis 63 kg)
| Platz | Land | Sportler               |
| ----- | ---- | ---------------------- |
| 1     | HUN  | Imre Polyák            |
| 2     | URS  | Roman Rurua            |
| 3     | YUG  | Branislav Martinović   |
| 4     | USA  | Ronald Finley          |
| 4     | VAR  | Moustafa Hamil Mansour |
| 6     | IRN  | Rasoul Mir Malek       |
| 6     | BEL  | Jef Mewis              |
| 6     | JPN  | Kōji Sakurama          |
|       |      |                        |
| 11    | AUT  | Hans Marte             |
| 17    | EUA  | Lothar Schneider       |

Datum: 16. bis 19. Oktober 1964

27 Teilnehmer aus 27 Ländern

### Leichtgewicht (bis 70 kg)
| Platz | Land | Sportler          |
| ----- | ---- | ----------------- |
| 1     | TUR  | Kâzım Ayvaz       |
| 2     | ROM  | Valeriu Bularca   |
| 3     | URS  | Dawit Gwanzeladse |
| 4     | JPN  | Tokuaki Fujita    |
| 5     | YUG  | Stevan Horvat     |
| 6     | FIN  | Eero Tapio        |
| 7     | SWE  | Rune Johnsson     |
| 8     | BUL  | Iwan Iwanow       |
| 9     | EUA  | Franz Schmitt     |
|       |      |                   |
| 14    | AUT  | Franz Berger      |

Datum: 16. bis 19. Oktober 1964

19 Teilnehmer aus 19 Ländern

### Weltergewicht (bis 78 kg)
| Platz | Land | Sportler          |
| ----- | ---- | ----------------- |
| 1     | URS  | Anatoli Kolessow  |
| 2     | BUL  | Kiril Petkow      |
| 3     | SWE  | Bertil Nyström    |
| 4     | POL  | Bolesław Dubicki  |
| 5     | HUN  | Antal Rizmayer    |
| 5     | ROM  | Ion Țăranu        |
| 7     | USA  | Russell Camilleri |
| 7     | FRA  | René Schiermeyer  |
| 7     | IRN  | Asghar Zoghian    |
|       |      |                   |
| 11    | EUA  | Rudolf Vesper     |
| 15    | AUT  | Helmut Längle     |

Datum: 16. bis 19. Oktober 1964

19 Teilnehmer aus 19 Ländern

### Mittelgewicht (bis 87 kg)
| Platz | Land | Sportler         |
| ----- | ---- | ---------------- |
| 1     | YUG  | Branislav Simić  |
| 2     | TCH  | Jiří Kormaník    |
| 3     | EUA  | Lothar Metz      |
| 4     | HUN  | Géza Hollósi     |
| 4     | URS  | Walentin Olenik  |
| 6     | BUL  | Krali Bimbalow   |
| 7     | USA  | Wayne Baughman   |
| 7     | TUR  | Yavuz Selekman   |
|       |      |                  |
| 12    | SUI  | Max Kobelt       |
| 15    | LUX  | Raymond Schummer |

Datum: 16. bis 19. Oktober 1964

20 Teilnehmer aus 20 Ländern

### Halbschwergewicht (bis 97 kg)
| Platz | Land | Sportler                |
| ----- | ---- | ----------------------- |
| 1     | BUL  | Bojan Radew             |
| 2     | SWE  | Per Svensson            |
| 3     | EUA  | Heinz Kiehl             |
| 4     | ROM  | Nicolae Martinescu      |
| 5     | URS  | Rostom Abaschidse       |
| 5     | SUI  | Peter Jutzeler          |
| 5     | HUN  | Ferenc Kiss             |
| 8     | AUT  | Eugen Wiesberger junior |

Datum: 16. bis 19. Oktober 1964

18 Teilnehmer aus 18 Ländern

### Schwergewicht (über 97 kg)
| Platz | Land | Sportler            |
| ----- | ---- | ------------------- |
| 1     | HUN  | István Kozma        |
| 2     | URS  | Anatoli Roschtschin |
| 3     | EUA  | Wilfried Dietrich   |
| 4     | TCH  | Petr Kment          |
| 5     | SWE  | Ragnar Svensson     |
| 6     | USA  | Robert Pickens      |
| 7     | BUL  | Radoslaw Kassabow   |
| 7     | JPN  | Tsuneharu Sugiyama  |

Datum: 16. bis 19. Oktober 1964

11 Teilnehmer aus 11 Ländern